# خالق أباد (أسفيتش)
خالق أباد (بالفارسية: خالق‌آباد) هي قرية تقع في إيران في قسم أسفیتش الريفي.